# Todesfall Khaled Idris Bahray

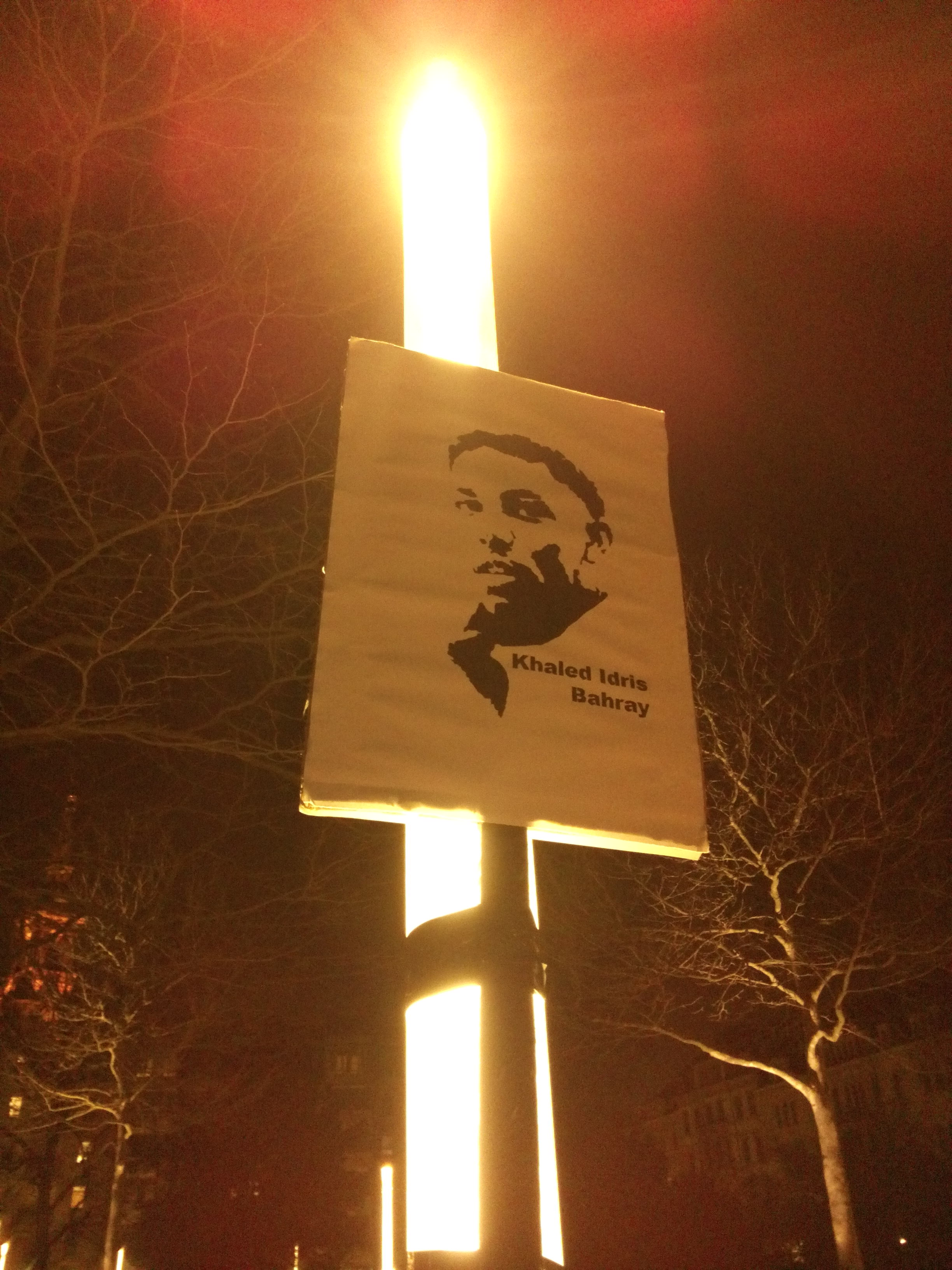
Mahnwache für Khaled Bahray, Dresden, Jorge-Gomondai-Platz

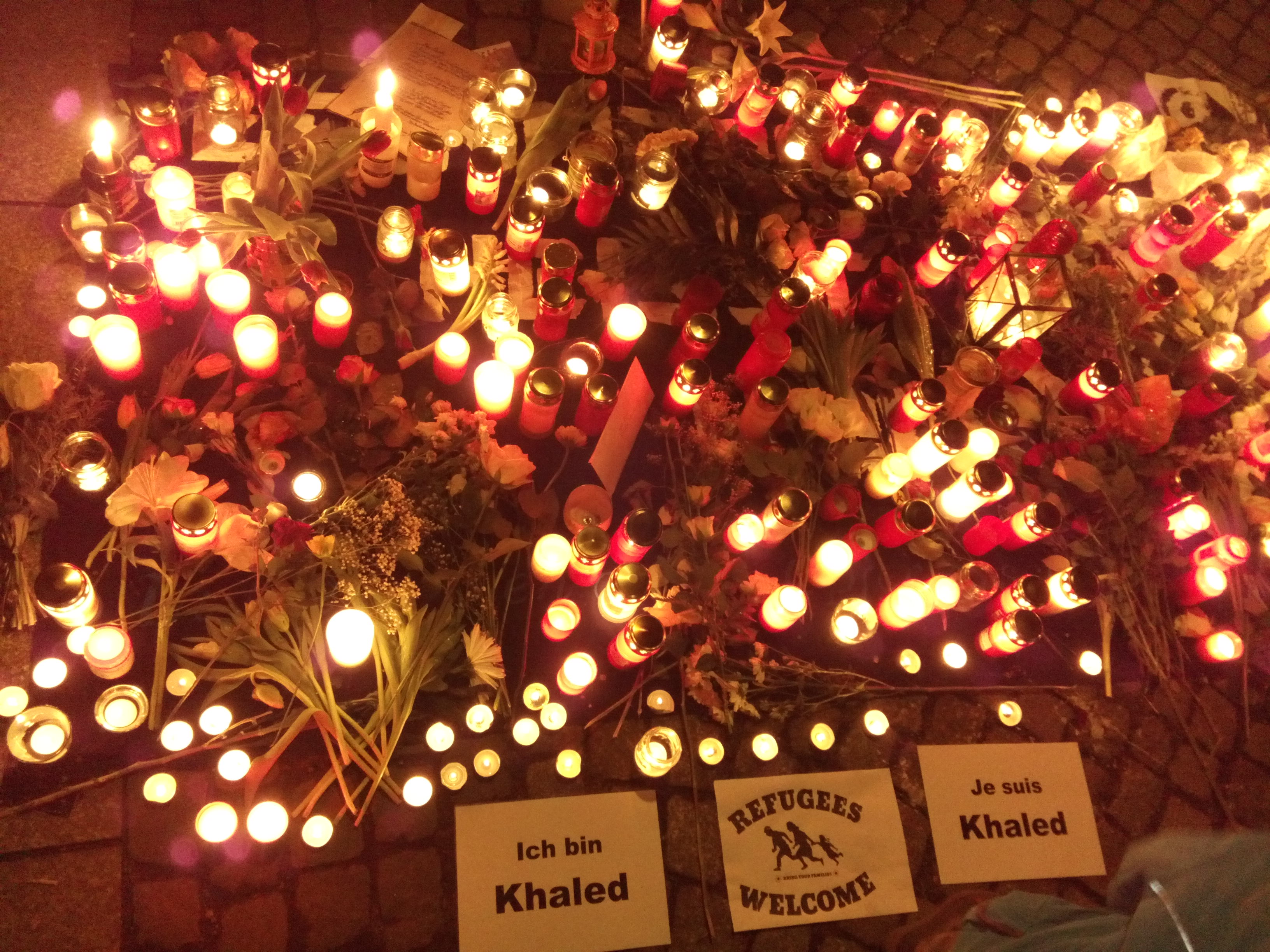
Mahnwache für Khaled Bahray, Dresden, Jorge-Gomondai-Platz

Als Todesfall Khaled Idris Bahray wurde ein Gewaltverbrechen bekannt, dem ein Asylbewerber aus Eritrea am 12. Januar 2015 in Dresden zum Opfer fiel. Besondere Bekanntheit erlangte der Fall, da zuerst über einen rassistischen Tathintergrund spekuliert worden war. Nach wenigen Tagen wurde der Fall aufgeklärt. Am 22. Januar 2015 gestand Hassan S., ein 26-jähriger eritreischer Mitbewohner Bahrays, das Opfer erstochen zu haben. Anlass der Tat sei ein eskalierter Streit über die Haushaltsführung gewesen.
Zuvor gab es Kundgebungen und Mahnwachen, aber auch Vorwürfe gegen die Dresdner Polizei hinsichtlich der Qualität der Ermittlungsarbeit, die von den beteiligten Behörden als unberechtigt zurückgewiesen wurden.
Am 6. November 2015 verurteilte das Landgericht Dresden S. wegen Totschlags zu fünf Jahren Haft und bescheinigte der Polizei eine einwandfreie Ermittlungsarbeit. Der Bundesgerichtshof hob das Urteil auf und verwies die Sache an das Landgericht zurück. Es billigte S. in einer zweiten Verhandlung im Juli 2017 für die ersten, tödlichen Stiche Notwehr zu und verurteilte ihn für die folgenden Stiche auf den noch Lebenden wegen gefährlicher Körperverletzung zu einer Freiheitsstrafe von zwei Jahren und drei Monaten. Bereits Anfang 2017 war er aus der Untersuchungshaft entlassen worden.

## Khaled Idris Bahray
Der zum Tatzeitpunkt 20-jährige Khaled Idris Bahray wurde gemäß Recherchen der Tagesschau in Keren im Landesinneren von Eritrea geboren. Als er fünf Jahre alt war, floh seine Mutter mit ihm und seiner Schwester nach Wadi Halfa im Sudan. 2014 entschloss sich Bahray mit einem Cousin zur Immigration nach Europa. Via Libyen gelangte er mit der Hilfe von Schleppern über das Meer nach Sizilien; sein Cousin ertrank auf der Überfahrt. Im August 2014 erreichte er ein Erstaufnahmelager in München. Von dort aus wurde er zunächst in Chemnitz, dann in Schneeberg und schließlich in Dresden untergebracht. Seit September 2014 lebte er mit weiteren eritreischen Immigranten in einer von der Stadt Dresden zur Verfügung gestellten Wohnung in einem Plattenbau im Stadtteil Leubnitz-Neuostra.

## Tat- und Ermittlungsablauf

### Auffinden der Leiche und polizeiliche Ermittlungen
Am Montag, den 12. Januar 2015, soll Bahray gegen 20 Uhr seine Wohnung verlassen haben, angeblich um in einem 100 Meter entfernten Supermarkt einzukaufen. Er sei nicht zurückgekehrt. Am folgenden Morgen wurde gegen 7:40 Uhr seine Leiche von einer Anwohnerin im Innenhof der Siedlung aufgefunden. Ein Notarzt stellte offiziell den Tod Bahrays durch eine nicht natürliche Todesursache fest, konnte aber keine Anzeichen für Fremdeinwirkung erkennen. Die hinzugerufene Polizei ging von einem Fenstersturz als Todesursache aus und vermutete einen Unfall oder Suizid. Da zu diesem Zeitpunkt kein Hinweis gefunden wurde, dass Bahray Opfer eines Verbrechens geworden sein könnte, wurde zunächst keine Spurensicherung durchgeführt. Es wurde jedoch eine Obduktion angeordnet.
Die Obduktion am Morgen des 14. Januar ergab, dass die Leiche Bahrays Messerstiche in Hals und Oberkörper aufwies, woraufhin eine Mordkommission aus 25 Beamten begann, Spuren am Auffindeort und in der Wohnung des Opfers zu sichern, Videos aus öffentlichen Verkehrsmitteln auszuwerten und mögliche Zeugen zu befragen.

### Kritik am Vorgehen der Polizei
Da die Spurensicherung der Polizei erst 30 Stunden nach Auffinden der Leiche vor Ort war, erstattete der Bundestagsabgeordnete Volker Beck (Bündnis 90/Die Grünen) Strafanzeige wegen Verdacht auf Strafvereitelung im Amt. Der Bund Deutscher Kriminalbeamter bat daraufhin die Staatsanwaltschaft Berlin um Prüfung, inwieweit Becks Anzeige die Straftatbestände der falschen Verdächtigung, üblen Nachrede und Beleidigung erfülle. Beck habe in seiner Anzeige der Polizei vorsätzlichen Rechtsbruch unterstellt. Nach dem vorläufigen Abschluss der Ermittlungen und der Festnahme des mutmaßlichen Täters forderte der Generalsekretär der CDU Sachsen, Michael Kretschmer, Beck zu einer Entschuldigung auf; dieser hielt jedoch seine Kritik an der Polizeiarbeit aufrecht.
Vor dem Abschluss der Ermittlungen hatten einige Medien den Umgang der Polizei mit dem Fall als „üblen Skandal“ kritisiert, der „Dresdens Ruf komplett ruiniert“, und als „Dresden-GAU“ oder „reichlich ungeschickt“ bezeichnet. Es wurde auch von „aufreizender Nonchalance“ der Polizei im Umgang mit dem Verbrechen an Bahray gesprochen.
Der NSU-Nebenkläger-Anwalt Mehmet Daimagüler kritisierte die Polizeiarbeit im Fall Bahray als „unglaubliche Schlamperei“, die „personelle Konsequenzen“ haben müsse. Bei den Ermittlungen zu den Morden des NSU (vor deren Aufklärung im Rahmen von dessen Aufdeckung) habe in der Polizei häufig die Leitlinie gegolten, „dass ein migrantisches Opfer erst einmal kein Opfer sein darf“. Er fragte sich, ob „es die gleiche Schlamperei gegeben hätte, wenn das Opfer ein Normalbürger gewesen wäre, oder ob man nicht bei einem dunkelhäutigen Asylbewerber mit einer größeren Leichtigkeit davon ausgeht, dass es ein Unfall gewesen sein muss … Wenn man in einer Stadt lebt, in der jede Woche 20.000 bis 25.000 Xenophobe auf die Straße gehen, dann muss das dazu führen, besonders wachsam zu sein. Die Aufklärung wird jetzt erheblich erschwert, weil die Spurensicherung nicht mehr ordnungsgemäß möglich ist. Ich bin über diese Art von Arbeit erschüttert.“

### Abschluss der Ermittlungen, Gerichtsprozess und Urteil
Am 22. Januar 2015 gab die Staatsanwaltschaft Dresden bekannt, dass gegen einen 26-jährigen Mitbewohner Bahrays, den ebenfalls aus Eritrea stammenden Hassan S., Haftbefehl wegen Totschlags erlassen wurde. Er habe ein Geständnis abgelegt und befinde sich in Untersuchungshaft. Ein im Zuge der Spurensicherung im Innenhof der Plattenbausiedlung sichergestelltes Messer konnte durch DNA-Spuren sowohl des Opfers als auch des mutmaßlichen Täters als Tatwaffe identifiziert werden. Das Tatmotiv sei den Angaben der Staatsanwaltschaft zufolge ein Streit um die Haushaltsführung gewesen.
Die Initiative in Gedenken an Oury Jalloh ließ am 23. Januar 2015 in der Berliner Charité eine zweite Obduktion des Leichnams vornehmen und beantragte Akteneinsicht.
Am 6. November 2015 verurteilte das Landgericht Dresden S. wegen Totschlags zu fünf Jahren Haft. Gleichzeitig bescheinigte das Gericht der Polizei eine einwandfreie Ermittlungsarbeit. Auf Revision der Verteidigung wurde das Urteil des Landgerichts Dresden mit Beschluss des Bundesgerichtshofes vom 22. Juni 2016 aufgehoben. Der Bundesgerichtshof monierte, dass das Landgericht den Einsatz des Messers zur Abwehr des Khaled Idris rechtsfehlerhaft nicht für erforderlich gehalten hatte.

## Spekulationen über fremdenfeindlichen Hintergrund und Reaktionen
Zwischen dem Zeitpunkt des Auffindens der Leiche und der Festnahme eines Tatverdächtigen fand der Fall ein breites Echo, auch in nationalen und internationalen Medien. Da die Tat an einem Montag geschah, wurde über einen zeitlichen Zusammenhang mit den Demonstrationen von „Pegida“ und der daraus resultierenden Stimmung in der Stadt in mehreren Medien spekuliert.
Dem Sozialarbeiter der AWO zufolge, der Bahray und seine Mitbewohner betreute, hatten diese schon einige Tage vor der Tat berichtet, dass gegen ihre Wohnungstür getreten worden sei, sowie von Hakenkreuz-Schmierereien im Hausflur bzw. an ihrer Wohnungstür. Sie seien außerdem bedroht und beschimpft worden. Der Sozialarbeiter hatte deswegen drei Tage vor dem Tod Bahrays Anzeige erstattet. Nicht zuletzt hatte auch der Täter bei einer früheren Vernehmung als Zeuge angegeben, dass er einen rassistischen Hintergrund vermute. Auch aufgrund dieser Angaben war in den Medien über einen fremdenfeindlichen Hintergrund der Tat spekuliert worden.

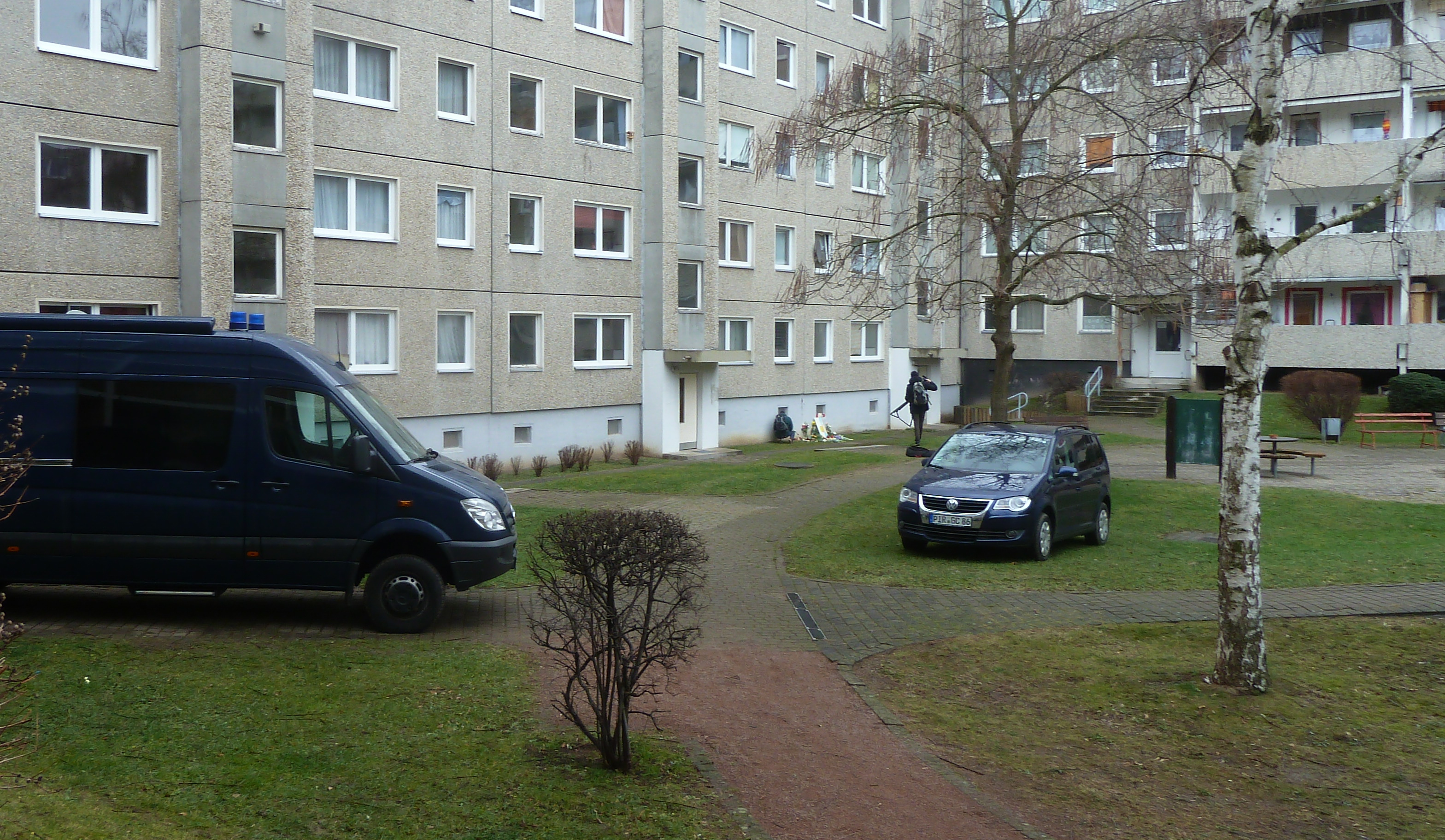
Gedenken im Innenhof der Plattenbauten an der Johannes-Paul-Thilman-Straße

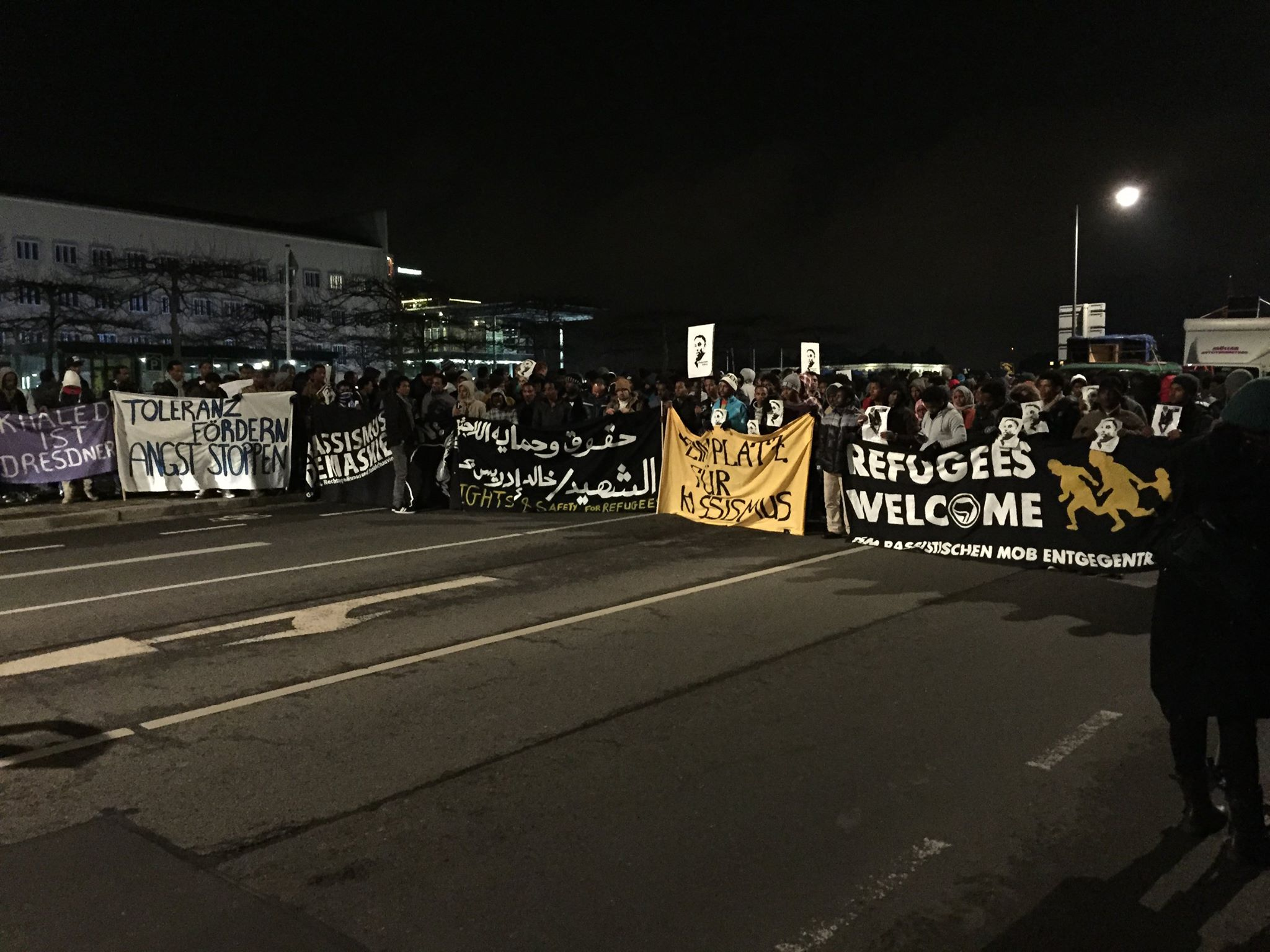
Demonstration in Dresden am 17. Januar 2015 vor dem Landtag auf der Devrientstraße

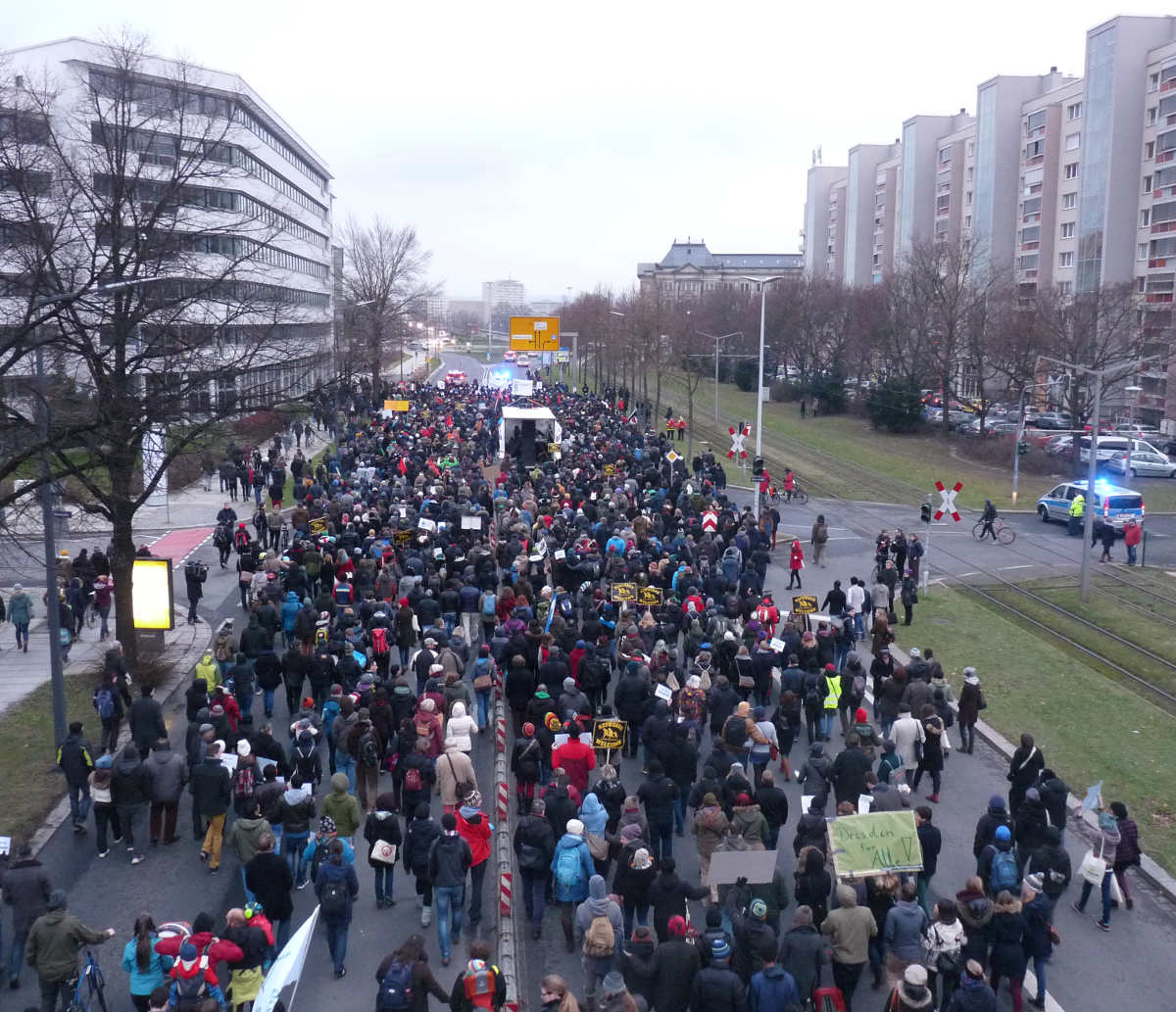
Zug der Demonstration in Dresden am 17. Januar 2015 auf dem Weg zur Carolabrücke

### Sachsen
Am Nachmittag des 14. Januar fand eine spontane Mahnwache von etwa 200 Flüchtlingen und solidarischen Personen am Dresdner Jorge-Gomondai-Platz statt. Daraus entwickelte sich eine Spontandemonstration, die vor das Dresdner Albertinum zog, um den dort anwesenden Ministerpräsidenten Stanislaw Tillich (CDU) mit den Geschehnissen zu konfrontieren, der dort einen Neujahrsempfang unter dem Motto „Aus aller Welt – zu Hause in Sachsen“ veranstaltete. Tillich erschien nicht, dafür sprach die sächsische Integrationsministerin Petra Köpping (SPD) kurze Zeit mit den Demonstranten.
Am 15. Januar versammelten sich in Leipzig etwa 600 bis 800 Personen, darunter Autonome, zu einer Spontandemo gegen Pegida und für die Aufklärung des Todes von Khaled Bahray. Teile der Demonstranten sprühten Graffiti, zerstörten Scheiben und griffen Polizisten mit Steinen an. Der Leipziger Polizeipräsident Bernd Merbitz sprach von „erschreckenden Gewaltexzessen“. Die Polizei nahm die Personalien von etwa 150 bis 200 Personen auf und beschlagnahmte auf Anordnung der Staatsanwaltschaft Leipzig deren Handys und einzelne Laptops; zwei Personen wurden festgenommen. An diesem Vorgehen wurde Kritik laut, da die eigentlichen Täter, die einen kleinen Teil der Demonstration ausmachten, schon vor Eintreffen der Polizei verschwunden seien.
Die Mitbewohner Bahrays, die schon früher mit ihm zusammen in Schneeberg untergebracht waren – darunter auch der später als Täter verurteilte S. –, hatten nach der Tat zunächst geäußert, dass sie in ein anderes Bundesland umgesiedelt werden wollen, weil sie sich in Sachsen nicht mehr sicher fühlten. Nach Gesprächen mit der Stadt entschlossen sie sich, vorläufig doch zu bleiben.
Der Dresdner Polizeipräsident wurde vom sächsischen Innenausschuss zu den Ermittlungen befragt.
Die sächsische Landtagsabgeordnete Juliane Nagel (Die Linke) forderte von der Polizei, „eine mögliche rassistische Tatmotivation sorgfältig zu prüfen“, die in anderen Fällen von Mord oder Totschlag in Sachsen „trotz zahlreicher Indizien frühzeitig ausgeschlossen“ worden sei.
Das „Netzwerk Asyl, Migration, Flucht“ (NAMF) sah noch weitere Fehlleistungen der Dresdner Polizei in der Bearbeitung von möglichen rassistischen Übergriffen während der montäglichen Pegida-Demonstrationen und forderte den Rücktritt des sächsischen Innenministers Markus Ulbig.
Am Samstag, dem 17. Januar 2015, fand in Dresden zum Gedenken an Bahray eine Demonstration mit 3500 Teilnehmern statt, die vom Jorge-Gomondai-Platz über die Carolabrücke zur Zwischenkundgebung am Polizeipräsidium auf der Schießgasse und weiter über die Frauenkirche bis kurz vor den Landtag zogen. Der Bernhard-von-Lindenau-Platz vor dem Landtag – als geplante letzte Station der Demonstration – war von einer Hundertschaft Polizisten abgeriegelt, weshalb die Abschlusskundgebung auf den Straßen Terrassenufer und Am Zwingerteich abgehalten wurde.

### Bundesweit
In Mannheim und Lübeck gingen am 17. Januar 2015 ebenfalls Tausende auf die Straße, um Khaled Bahrays zu gedenken und ein Zeichen für Respekt und Toleranz zu setzen.
Am 18. Januar fand in Berlin eine Gedenkdemonstration für Bahray unter dem Motto „Gegen den rassistischen Normalzustand“ statt. Am selben Tag fand in Potsdam eine Mahnwache zum Thema am Luisenplatz statt. Teilnehmer beider Veranstaltungen formulierten Kritik an den Ermittlungen der sächsischen Polizei sowie an „Pegida“, von der sich Flüchtlinge und Migranten besonders in Dresden bedroht fühlten.
Am 24. Januar 2015 wurde Bahray auf dem Berliner Landschaftsfriedhof Gatow nach islamischem Ritus beigesetzt. Am Trauerzug nahmen etwa 250 Menschen teil, darunter Dresdens Integrationsbeauftragte Kristina Winkler sowie der sicherheitspolitische Sprecher der Linksfraktion im Berliner Abgeordnetenhaus, Hakan Taş.

### International
Über die Ereignisse wurde in internationalen Medien wie The Guardian, The Times, Al Jazeera, Time und The Independent berichtet.
Elizabeth Chyrum, Direktorin der in Großbritannien ansässigen Menschenrechtsorganisation Human Rights Concern Eritrea, sandte anlässlich des Verbrechens an Bahray einen offenen Brief an den deutschen Bundesjustizminister Heiko Maas, in dem sie schwere Vorwürfe gegen die Ermittlungsarbeit der deutschen Polizei äußerte. „Angesichts von Demonstrationen gegen Migranten und Muslime in Dresden“ hatte sie „kaum Zweifel, dass Herr Bahray ein Opfer dieser Extremisten ist“.